# Hugo Caminos
Hugo Caminos (Buenos Aires, 16 de marzo de 1921-ibídem, 8 de diciembre de 2019) fue un jurista y diplomático argentino. Desempeñó funciones en la Organización de las Naciones Unidas y en la Organización de los Estados Americanos, además de ser embajador de Argentina en Brasil. Entre 1996 y 2011 fue juez del Tribunal Internacional del Derecho del Mar.

## Biografía
Se recibió de abogado en la Universidad de Buenos Aires (UBA) en 1942, realizando allí un doctorado en derecho y jurisprudencia en 1964. También estudió en las universidades de Columbia en Nueva York y de California en Berkeley. En 1945 trabajó brevemente en la Oficina de Información de Guerra de Estados Unidos.
En la UBA, fue profesor (1963-1987) y profesor emérito (desde 1988) de derecho internacional público. Fue profesor visitante en la Universidad de Miami y el Libera Università Internazionale degli Studi Sociali Guido Carli (en Roma) y profesor en el Instituto del Servicio Exterior de la Nación. En la Academia de Derecho Internacional de La Haya fue director de estudios. Entre 1973 y 1985 dictó cursos para el Instituto de las Naciones Unidas para Formación Profesional e Investigaciones.
Entre 1962 y 1976 fue miembro del grupo nacional de Argentina en la Corte Permanente de Arbitraje. En el Ministerio de Relaciones Exteriores y Culto de la Nación, fue director de organismos internacionales entre 1971 y 1972, representando a la Argentina en la Sexta Comisión (jurídica) de la Asamblea General de la ONU, y luego fue consejero legal hasta 1973. En Naciones Unidas, fue director adjunto en la Oficina del Representante Especial del Secretario General en la Tercera Conferencia de las Naciones Unidas sobre el Derecho del Mar desde 1974 hasta 1981.
Fue embajador de Argentina en Brasil entre 1981 y 1984. Posteriormente, de 1984 a 1994 fue Subsecretario de Asuntos Jurídicos y Consejero Legal de la Organización de los Estados Americanos, bajo el secretario general João Clemente Baena Soares.
Entre 1996 y 2011 (con reelección en 2002) fue juez en el Tribunal Internacional del Derecho del Mar con sede en Hamburgo (Alemania). Allí, de 1997 a 1999, de 2002 a 2005 y de 2008 a 2011, fue presidente de la Cámara de Controversias de Pesca. Entre 2005 a 2088 presidió la Cámara de Controversias de los Fondos Marinos.
En 1996 recibió un diploma al mérito Konex en Derecho Procesal, Internacional y de la Integración.
Fue miembro del Colegio de Abogados de la Ciudad de Buenos Aires (1951-2019), del Instituto de Derecho Internacional (1989-2019) y de la Academia Nacional de Derecho y Ciencias Sociales de Buenos Aires (1995-2019).
Falleció en diciembre de 2019.

## Obra
Fue autor de publicaciones en castellano e inglés y colaborador en revistas jurídicas.
- Some considerations on harmonization of preexisting 200 mile territorial sea claims in Latin America with part V of the United Nations Convention on the Law of the Sea. In: Volkmar Götz (Hrsg.): Liber amicorum Günther Jaenicke – zum 85. Geburtstag. Springer, Berlin [u. a.] 1998, ISBN 3-540-65125-X, S. 465.
- Law of the sea. Aldershot, Dartmouth 2001, ISBN 1-84014-090-9.
- Categories of international straits excluded from the transit passage regime under part III of the United Nations Convention on the Law of the Sea. In: Tafsir Malick Ndiaye, Rüdiger Wolfrum (Hrsg.): Law of the sea, environmental law and settlement of disputes: liber amicorum Judge Thomas A. Mensah. Nijhoff, Leiden 2007, ISBN 978-90-04-16156-6, S. 583.